# Луисландия
Луисландия (порт. Luislândia) — муниципалитет в Бразилии, входит в штат Минас-Жерайс. Составная часть мезорегиона Север штата Минас-Жерайс. Входит в экономико-статистический микрорегион Монтис-Кларус. Население составляет 6775 человек на 2006 год. Занимает площадь 424,748 км². Плотность населения — 16,0 чел./км².

## История
Город основан 1 января 1997 года. 

## Статистика
- Валовой внутренний продукт на 2003 год составляет 14 056 844,00 реалов (данные: Бразильский институт географии и статистики).
- Валовой внутренний продукт на душу населения на 2003 год составляет 2170,94 реалов (данные: Бразильский институт географии и статистики).
- Индекс развития человеческого потенциала на 2000 год составляет 0,634 (данные: Программа развития ООН).